# Rozites

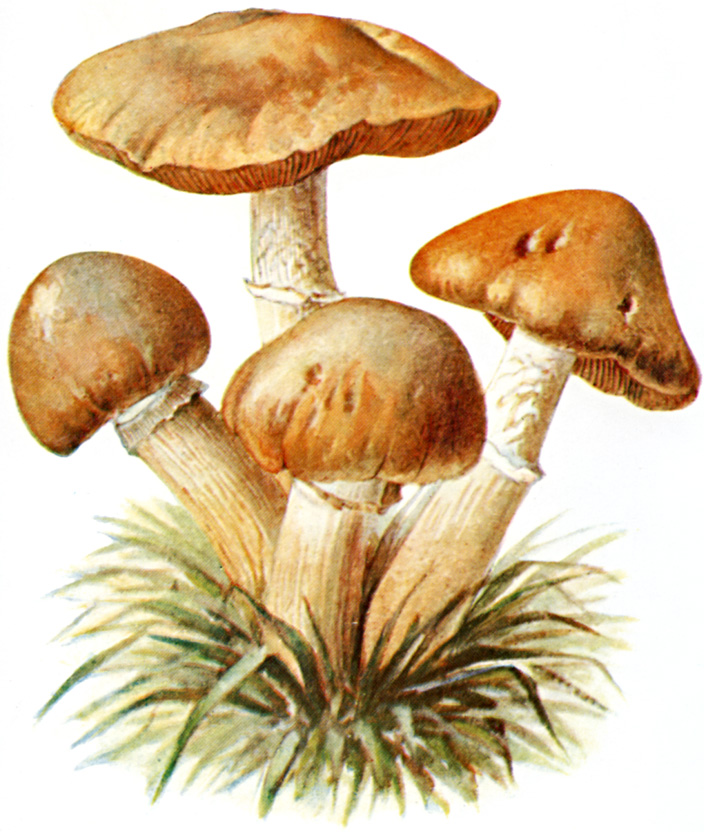
Rimskivling räknades förr till släktet Rozites.

Rozites var ett släkte svampar som sedan 2002 ingår i släktet spindlingar.